# Organització de Cooperació Econòmica
|  | Aquest article tracta sobre l'organització intergovernamental asiàtica. No s'ha de confondre amb l'Organització de Cooperació i Desenvolupament Econòmic (OCDE) |

L'Organització de Cooperació Econòmica (sigles ECO en anglès) és una organització intergovernamental política i econòmica asiàtica que va ser fundada el 1985 a Teheran pels líders de l'Iran, el Pakistan i Turquia. Proporciona una plataforma per discutir maneres de millorar el desenvolupament i promoure les oportunitats de comerç i inversió. L'ECO és una organització ad hoc sota la Carta de les Nacions Unides. L'objectiu és establir un mercat únic de béns i serveis, com la Unió Europea. La secretaria i el departament cultural de l'ECO es troben a l'Iran, la seva oficina econòmica es troba a Turquia i la seva oficina científica es troba al Pakistan.

## Naturalesa
Els estats membres de l'ECO són de majoria musulmana, ja que és un bloc comercial per als estats de l'Àsia central connectats al Mediterrani a través de Turquia, al golf Pèrsic a través de l'Iran i a la mar d'Aràbia a través del Pakistan. El marc actual de l'ECO s'expressa principalment en forma d'acords bilaterals i mecanismes d'arbitratge entre estats membres individuals i plenament sobirans. Això fa que l'ECO sigui semblant a l'ASEAN, ja que és una organització que té les seves pròpies oficines i burocràcia per a la implementació del comerç entre els estats membres sobirans.
Es tracta de la regió agrícola històricament integrada de la vall de Ferganà que permet el comerç i la producció agrícola comuna a la regió fronterera del Kirguizstan, el Tadjikistan, l'Uzbekistan i el Turkmenistan. Els acords de lliure comerç entre les nacions industrials de l'Iran i Turquia s'han de signar el 2017. De la mateixa manera, s'ha de signar l'Acord de Lliure Comerç Pakistan-Turquia. El Pakistan té acords de lliure comerç tant amb l'Afganistan com amb l'Iran que estan signats i estan en procés d'implementació, i actualment la major part del comerç de l'Afganistan passa a través del Pakistan. I l'Acord de Comerç de Trànsit Afganistan-Pakistan està dissenyat per facilitar el comerç de béns i serveis per a Àsia central tant a través de l'Afganistan com del Pakistan. Això s'afegeix a l'acord d'Aixkhabad, que és un acord de transport multimodal entre els estats de l'Àsia central.
Es preveu una major cooperació entre els membres en forma del gasoducte Iran-Pakistan, així com un gasoducte Turkmenistan-Afganistan-Pakistan. Els oleoductes actuals inclouen el gasoducte Tabriz-Ankara a més del gasoducte persa previst. Això s'afegeix al transport de petroli i gas des d'estats de l'Àsia central rics en recursos com el Kazakhstan i el Turkmenistan de minerals i agricultura que complementa la industrialització en curs a l'Iran, el Pakistan i Turquia. El Pakistan té previst diversificar la seva font de subministrament de petroli i gas cap als estats de l'Àsia central, inclosos els contractes d'importació de petroli amb Azerbaidjan.

## Història
L'Organització de Cooperació Econòmica va ser l'organització successora del que va ser la Cooperació Regional per al Desenvolupament (RCD), fundada el 1964, que va acabar les activitats el 1979. El 1985 l'Iran, el Pakistan i Turquia es van unir per formar l'ECO. A la tardor de 1992, l'ECO es va expandir per incloure set nous membres; l'Afganistan, l'Azerbaidjan, el Kazakhstan, el Kirguizstan, el Tadjikistan, el Turkmenistan i l'Uzbekistan. L'estatus i el poder de l'ECO està creixent. Tanmateix, l'organització s'enfronta a molts reptes. El més important és que els estats membres no tenen infraestructures i institucions adequades que l'Organització busca principalment desenvolupar, aprofitar al màxim els recursos disponibles a la regió i proporcionar un desenvolupament sostenible per a les nacions membres. L'Acord de Comerç de l'Organització de Cooperació Econòmica (ECOTA) es va signar el 17 de juliol de 2003 a Islamabad. L'ECO Trade Promotion Organization (TPO) és una nova organització per a la promoció del comerç entre els estats membres ubicats a l'Iran (2009). Segons l'acord assolit entre els membres de l'ECO, el mercat comercial comú s'hauria d'establir el 2015.

## Objectius i principis de cooperació
- Desenvolupament econòmic sostenible dels estats membres.
- Eliminació progressiva de les barreres comercials i foment del comerç intraregional; el paper més important de la regió ECO en el creixement del comerç mundial; Integració gradual de les economies dels estats membres amb l'economia mundial.
- Desenvolupament d'infraestructures de transport i comunicacions que uneixin els estats membres entre ells i amb el món exterior.
- Liberalització econòmica i privatització.
- Mobilització i utilització dels recursos materials de la regió ECO.
- Aprofitament eficaç del potencial agrícola i industrial de la regió ECO.
- Cooperació regional per al control de l'abús de drogues, la protecció ecològica i ambiental i l'enfortiment dels llaços històrics i culturals entre els pobles de la regió ECO.
- Cooperació mútuament beneficiosa amb organitzacions regionals i internacionals.
- Igualtat sobirana dels estats membres i avantatge mutu.
- Vincular els plans econòmics i de desenvolupament nacionals amb els objectius immediats i a llarg termini de l'ECO en la mesura del possible.
- Esforços conjunts per obtenir un accés més lliure als mercats fora de la regió ECO per a les matèries primeres i els productes acabats dels estats membres.
- Ús eficaç de les institucions ECO i acords de cooperació amb altres organitzacions regionals i internacionals, incloses les institucions financeres multilaterals.
- Esforços comuns per desenvolupar un enfocament harmonitzat per a la participació en acords regionals i globals.
- Realització de l'estratègia de cooperació econòmica i Intercanvis en els àmbits educatiu, científic, tècnic i cultural.